# GKS Jastrzębie (boks)
GKS Jastrzębie – polski klub bokserski.
W 1990 drużyna zdobyła brązowy medal drużynowych mistrzostw Polski.
Zawodnikami klub było wielu utytułowanych pięściarzy.